# Katrine Marie Guldager
Katrine Marie Guldager (født 29. december 1966 i Ordrup) er en dansk forfatter, og hendes debut var digtsamlingen Dagene skifter hænder fra 1994. Hun er kendt for sine noveller og en række bredt anlagte romaner som for eksempel, "En uskyldig familie". De senere år er hun begyndt at skrive kortere romaner som for eksempel "Bjørnen". 
Katrine Marie Guldager flyttede med sine forældre til Afrika, da hun var tre år gammel. Da hun var seks år gammel, kom de tilbage og slog sig ned i Danmarks første bofællesskab, Sættedammen. Katrine Marie Guldager er cand.phil. i dansk fra Københavns Universitet og desuden tidligere elev på Forfatterskolen. Efter at have boet alene på Frederiksberg i nogle år, bor hun nu på Amager sammen med sin mand.
Katrine Marie Guldager er student fra Gentofte Statsskole i 1985.

## Priser og legater
- Statens Kunstfonds produktionspræmie for "Dagene skifter hænder", 1994.
- Dansk Forfatterforenings rejselegat i forbindelse med 100 års jubilæet, 1994.
- Statens Kunstfonds 3-årige arbejdslegat, 1995.
- Carl Møllers Legat, 1995.
- Jeanne og Henri Nathansens Fødselsdagslegat, 1996.
- Det Danske Akademis Debutantpris, 1996.
- Gyldendals Boglegat, 1997.
- Morten Nielsens mindelegat, 1999.
- Forfatteren Peder Jensen Kjærgaard og Hustrus forfatterlegat, 2001.
- MacDowell fellowship, 2002.
- Bikubens legatbolig i Rom, 2003
- Drachmannlegatet, 2003
- Bikubens legatbolig i New York, 2004
- Kritikerprisen, 2004.
- Statens Kunstfonds produktionspræmie for “Lysgrænsen", 2007
- Beatrice Prisen, 2010
- Statens kunstfonds livsvarige hæderslegat, 2017.

## Eksterne kilder og henvisninger
- Officiel hjemmeside
- Katrine Marie Guldager på Forfatterweb.dk
- Katrine Marie Guldager på Bibliografi.dk

- Katrine Marie Guldager på Internet Movie Database (engelsk)
- Katrine Marie Guldager på Filmdatabasen
- Katrine Marie Guldager Arkiveret 6. februar 2007 hos  Wayback Machine på Litteratursiden.dk
- Bibliografi og anmeldelser Arkiveret 10. juni 2007 hos  Wayback Machine på Bogrummet.dk